# Lenk Gyula
Dr. Lenk Gyula (Karcag, 1850. december 1. – Budapest, Ferencváros, 1924. október 24.)  királyi ítélő táblabíró, Jász-Nagykun-Szolnok vármegye főispánja.

## Élete
Édesapja dr. Lenk Adolf karcagi tiszti főorvos, édesanyja pedig Szigethy Julianna volt. Ő maga királyi ítélő táblabíróként tevékenykedett, amikor 1905. november 21-én Ferenc József kinevezte Jász-Nagykun-Szolnok vármegye főispánjává, a Fejérváry-kormány kinevezése körüli súlyos belpolitikai válság miatt távozni kényszerült Lippich Gusztáv helyére. Csakúgy, mint az egész kormány ellen, Lenk ellen is kialakult egy ellenállási mozgalom, melynek első lépéseként a vármegye törvényhatósága elhatározta, hogy nem iktatja be Lenket a főispáni hivatalba, és utasították az alispánt is, hogy amennyiben Lenk erőszakkal próbálná a hivatalát elfoglalni, úgy rendőri erőket is vessen be ellene. Lenk december 15-én érkezett Szolnokra csendőri kíséret mellett, majd a lezárt ajtókat katonai fegyverkováccsal felnyittatta és 23-ára közgyűlést hívatott össze. Ekkor Almásy Imre az alkotmányvédő bizottság tagjait 22-ére hívta össze, ahol megállapodtak, hogy a másnapi közgyűlésen meg fogják akadályozni Lenk eskütételét. A 23-ai közgyűlés botrányos jelenetekkel tűzdelve zajlott le. A szuronyos csendőrökkel kísért új főispánt hangzavarral és tiltakozással fogadták, még két záptojás is repült Lenk felé. Almásy a törvényhatósági tagok nevében kijelentette, hogy az egész közgyűlésnek nevezett eseményt törvénytelennek tartja. Míg Almásyék kivonultak, Lenk kiabálva tudta csak felolvasni az esküjét. A december 29-én megtartott rendes közgyűlésen Lenk nem tudott megjelenni, mert a fővárosban tartózkodott. A közgyűlés azonban Lenk Gyula „budapesti lakos” ellen – ez a titulus aztán gúnynevévé is vált – hatóság elleni erőszak, magánlaksértés, hivatali hatalommal való visszaélés és más ingatlanának szándékos és jogtalan megrongálása miatt is feljelentést tett. Ezzel egyidőben pedig a főispáni lakás elfoglalása miatti kilakoltatási pert is elindítottak. A hónapokig tartó ellenállást végül akkor sikerült feloldani, amikor a király Wekerle Sándort bízta meg a kormányalakítással. A király 1906. április 19-én felmentette Lenket a főispáni hivatalából, majd április 22-én Almásyt nevezte ki utódjául. Halálát szívbénulás okozta.
Feleségétől Babics Annától (1852–1901) született fia Lenk Gusztáv Adolf (1884–1934), aki ügyvéd és földhitelintézeti ügyész volt.